# ام دم
ام دم یک منطقهٔ مسکونی در چاد است که در Ouaddaï Region واقع شده‌است.

## خصوصیات
ام دم ۴۴۳ متر بالاتر از سطح دریا واقع شده‌است.